# Tambillo
Tambillo corresponde a un caserío rural en la comuna de Valdivia, Provincia de Valdivia, Región de Los Ríos, Chile, ubicada en la margen del estero Tambillo.
En sus cercanías se encuentran los caseríos de Corcovado y Puerto Claro frente a la Isla Riajejo.

## Historia

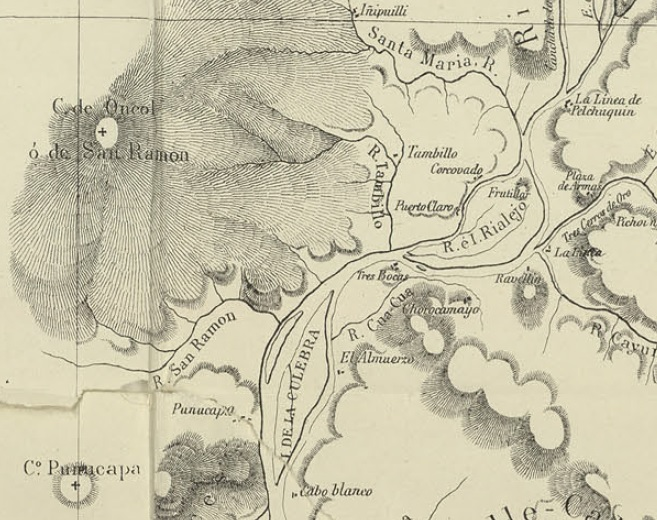
Tambillo en el Mapa de Expedición del Río Valdivia de Francisco Vidal Gormaz

Fue un fundo localizado al interior del Estero Tambillo y a los pies de la cordillera de la costa.
La localidad fue incorporada en el mapa del Ingeniero Francisco Vidal Gormaz en el año 1868.
Y en el año 1899 en el Diccionario Geográfico de Francisco Solano Astaburuaga es mencionado como fundo

## Accesibilidad y transporte
Tambillo se encuentra a 35,7 km de la ciudad de Valdivia a través de la Ruta T-340, el último tramo solo puede acceder por un sendero peatonal y ecuestre de 2 kilómetros
Su acceso fluvial se realiza a través del Río Cruces por los muelles fluviales de Puerto Claro y Corcovado.